# 卡爾·克勞福
卡爾·狄蒙特·克勞福（Carl Demonte Crawford，1981年8月5日—），出生於美國德州休士頓，美國職棒大聯盟球員，打擊與投球皆為左手，以腳程快速而聞名。

## 早年生活
高中時就讀休士頓戴維斯中學，在美式足球、棒球、籃球表現都相當優秀，高中的棒球生涯曾打出超過5成的打擊率。克勞福曾經獲得UCLA籃球以及內布拉斯加大學足球獎學金的機會，不過克勞福最後仍是因為興趣選擇了棒球。

## 職業生涯
克勞福於1999年的大聯盟選秀會上，在第二回合被坦帕灣魔鬼魚隊選走。

### 小聯盟
2002年，克勞福由全美棒球記者協會坦帕灣分會，選為魔鬼魚最佳新人。而克勞福在3A杜罕公牛隊時期，也獲選為國際聯盟年度新人獎。

### 大聯盟

#### 坦帕灣魔鬼魚/光芒
2002年克勞福以20歲的年紀進入大聯盟，在魔鬼魚隊出賽63場，打擊率.259並且盜壘9次。2003年整球季幾乎都有出賽，打擊率.281、54分打點並且以55次的盜壘數領先聯盟。2004年總球季以59次的盜壘成功數領先美聯，19支的三壘安打數領先全聯盟。打擊率.296、11支全壘打以及55分打點。被全美棒球記者協會選為魔鬼魚隊年度MVP。首度入選明星賽，幫助美聯明星以9:4擊敗國聯明星。2005年全季打擊率.301，是魔鬼魚隊史上第三位季賽總結超過3成打擊率的球員。同時間創下個人生涯新高的194支安打、15支全壘打以及81分打點，以15支三壘安打領先聯盟，盜壘46次居於第三。2006年全季打擊率.305打出183支安打、18支全壘打以及77分打點，以16支三壘安打以及盜壘58次領先聯盟。2007年全季打擊率.315打出184支安打、11支全壘打以及80分打點，盜壘50次領先聯盟。第二度入選明星賽，最後美聯明星5:4擊敗國聯明星。2008年整季出賽109場，打擊率.273、57分打點並且以25次的盜壘數並列第11。也是光芒隊成軍7年以來首度打進季後賽，在美聯分區賽以3：1淘汰白襪隊，光芒隊晉級後在美聯冠軍賽碰上紅襪隊，最後以4：3晉級世界大賽，最後在世界大賽以1：4不敵國聯冠軍的費城人隊，2009年整季出賽156場，打擊率.305、68分打點並且以60次的盜壘數僅次於雅戈比·艾尔斯布里。光芒隊因卡洛斯·潘尼亞受傷本季報銷，最後以84勝78敗第三名作收。也第三度入選明星賽，最後美聯明星以4：3險勝國聯明星，靠著自己精彩接殺有可能飛出全壘打牆的球，也拿下2009年的明星賽MVP。2010年整季出賽154場，打擊率.307、19支全壘打90分打點並且以47次的盜壘數與洋基的布萊特·加德納並列第3。連續兩年都入選明星賽，最後國聯明星以3：1擊敗美聯明星，這也是國聯明星自1996年以來首勝。光芒隊以美聯東區冠軍，這也是光芒自2008年之後再度晉級季後賽，最後在美聯分區賽以2：3不敵遊騎兵隊，光芒隊差一點就能在兩連敗逆境下完成三連勝大逆轉。

#### 波士頓紅襪
2010年12月8日，紅襪以7年總額1億4200萬美元的合約簽下克勞福。

## 獎項與紀錄
- 美國職棒明星賽：2004、2007、2009、2010
- 明星賽MVP：2009
- 美聯外野手金手套：2010
- 美聯外野手銀棒獎：2010
- 美聯盜壘王：2003、2004、2006、2007

## 球員生涯
克勞福以快速的腳程和盜壘能力速度四度獲得美聯盜壘王,他也是目前光芒隊史資歷最久的球員。

## 職棒生涯成績
| 年度 | 球隊     | 出賽 | 打數 | 打點 | 得分 | 安打 | 二壘打 | 三壘打 | 全壘打 | 四死 | 三振 | 盜壘 | 上壘率 | 長打率 | 打擊率 |
| 2002 | 魔鬼魚隊 | 63   | 259  | 30   | 23   | 67   | 11     | 6      | 2      | 9    | 41   | 9    | .290   | .371   | .259   |
| 2003 | 魔鬼魚隊 | 151  | 630  | 54   | 80   | 177  | 18     | 9      | 5      | 26   | 102  | 55   | .309   | .362   | .281   |
| 2004 | 魔鬼魚隊 | 152  | 626  | 55   | 104  | 185  | 26     | 19     | 11     | 35   | 81   | 59   | .331   | .450   | .296   |
| 2005 | 魔鬼魚隊 | 156  | 644  | 81   | 101  | 194  | 33     | 15     | 15     | 27   | 84   | 46   | .331   | .469   | .301   |
| 2006 | 魔鬼魚隊 | 151  | 600  | 77   | 89   | 183  | 20     | 16     | 18     | 37   | 85   | 58   | .348   | .482   | .305   |
| 2007 | 魔鬼魚隊 | 143  | 584  | 80   | 93   | 184  | 37     | 9      | 11     | 32   | 112  | 50   | .355   | .466   | .315   |
| 2008 | 光芒隊   | 109  | 443  | 57   | 69   | 121  | 12     | 10     | 8      | 30   | 60   | 25   | .319   | .400   | .273   |
| 2009 | 光芒隊   | 156  | 606  | 68   | 96   | 185  | 28     | 8      | 15     | 51   | 99   | 60   | .364   | .452   | .305   |
| 2010 | 光芒隊   | 154  | 600  | 90   | 110  | 184  | 30     | 13     | 19     | 46   | 104  | 47   | .356   | .495   | .307   |
| 合計 | 9年      | 1235 | 4992 | 765  | 592  | 1480 | 215    | 105    | 104    | 293  | 768  | 409  | .337   | .444   | .296   |

## 外部連結
- 球員資訊和成績在MLB，ESPN，Baseball-Reference，Fangraphs，The Baseball Cube（英文）

| 前任： 阿方索·索利安諾 | 美國聯盟盜壘王 2003年－2004年 | 繼任： 西恩·菲金斯       |
| 前任： 西恩·菲金斯     | 美國聯盟盜壘王 2006年－2007年 | 繼任： 雅戈比·艾尔斯布里 |